# Big Jet Plane
Big Jet Plane est une chanson écrite par le chanteur et compositeur australien Angus Stone. Angus Stone, sous le pseudonyme Lady of the Sunshine, a initialement enregistré la chanson pour son album solo de 2009, Smoking Gun. Réenregistrée par Angus and Julia Stone, elle est sortie l'année suivante sur leur album Down the Way.

## Version de Angus et Julia Stone
Big Jet Plane, réenregistré par Angus and Julia Stone, est sorti en mai 2010 comme troisième single du deuxième album studio du duo Down the Way. La chanson culmine au numéro 21 des charts en Australie et est certifiée disque de platine. La chanson atteint le top 40 dans plusieurs pays par exemple en Nouvelle-Zélande, en France et en Belgique.

### Liste des pistes
1. Big Jet Plane – 3:42
2. Living On a Rainbow – 4:48
3. My Malakai – 3:05
4. You're the One That I Want – 3:14

## Reprises
Papa vs Pretty a repris la chanson aux Apra Music Awards 2011. Goodwill et Hook N Sling l'ont remixé et l'ont renommée Take You Higher. Toujours en 2011, Jan Blomqvist en a fait une reprise en version électronique.
L'artiste française Pomme reprend la chanson qui apparaîtra dans l'album Songs For Australia, un album caritatif composé de reprises.
Le remix She Said (Big Jet Plane) par Trinix et Queen D a plus de 100 millions de streams sur Spotify en 2024.

## Apparitions dans les médias
La chanson peut être entendue dans des séries télévisées telles que 90210, One Tree Hill, Parenthood, et Suits.
Elle apparaît également sur la bande originale du film français Les Émotifs anonymes. Un clip contenant des scènes du film est sorti le 9 novembre 2010.
La chanson est aussi présente dans le film The Edge of Seventeen.
Dans une scène du film Easy Girl la chanson passe à la radio.
Le duo a interprété la chanson dans l'émission de télévision française Taratata le 19 mai 2010.